# Van Mook-lijn

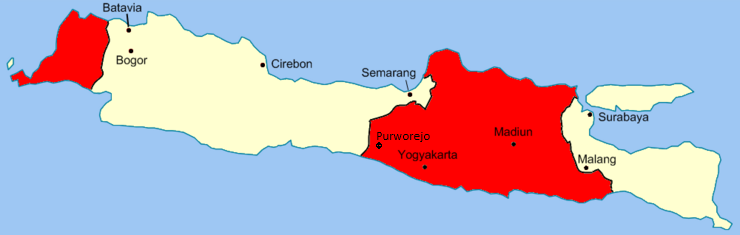
De van Mook lijn in Java. De rode gebieden waren in handen van de Republik Indonesia..

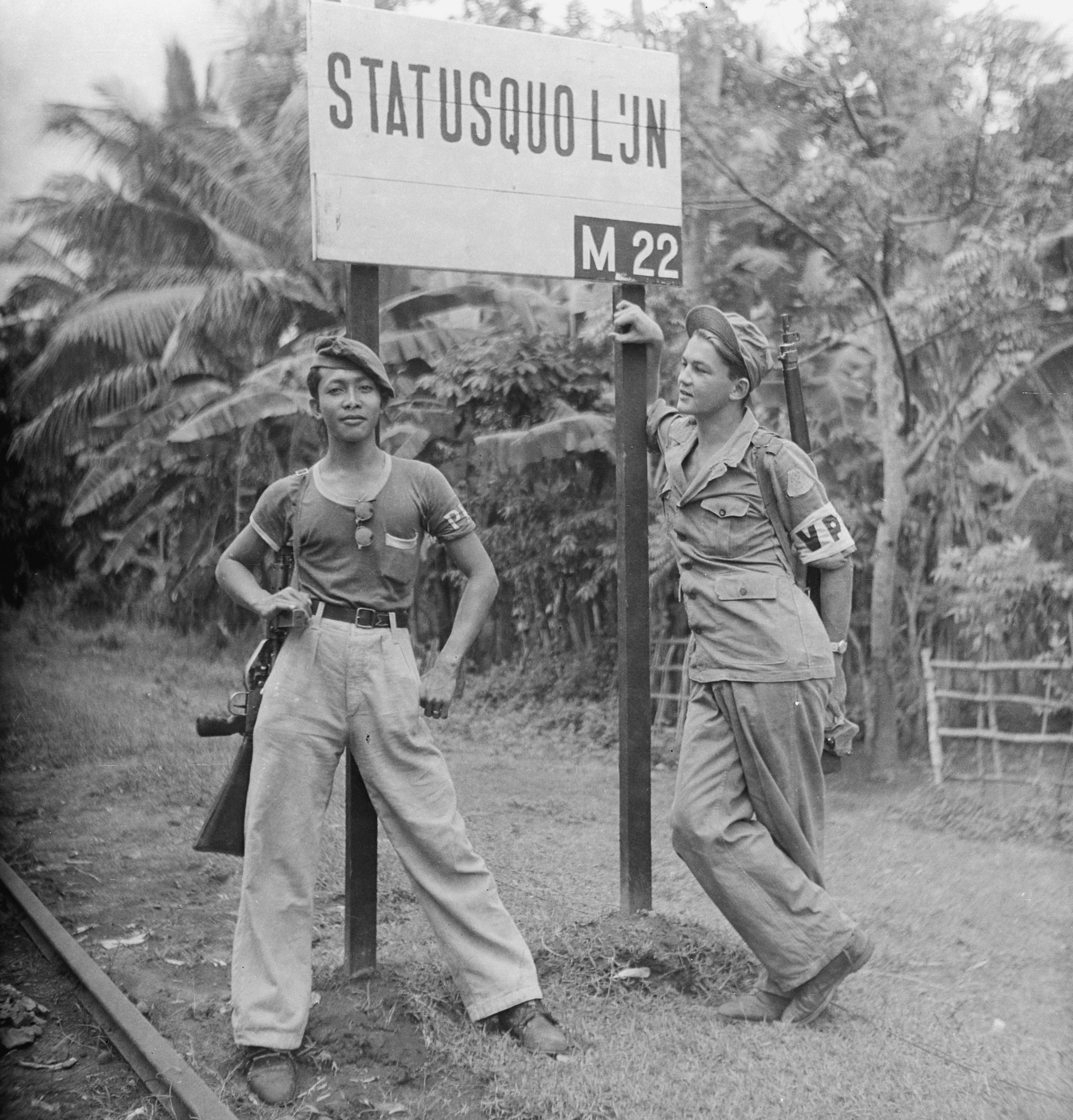
Een Nederlandse en Indonesische TNI militair onder het bord van de status quo lijn (juni 1948)

De Van Mook-lijn, ook wel bekend als de status quo-lijn was een afbakening en wapenstilstandslijn. Hij gaf de grens aan tussen gebieden op Java die onder Nederlands gezag of onder het gezag van de Republik Indonesia stonden. De afbakening is vernoemd naar de toenmalige luitenant gouverneur-generaal Hubertus van Mook. De wapenstilstandslijn werd door Nederland eenzijdig ingesteld als gevolg van de Renville-overeenkomst van januari 1948, die de eerste politionele actie, Operatie Product, beëindigde. De afbakening kende een ongeveer 15 kilometer brede strook niemandsland. Vanaf eind 1948 werd deze lijn en de wapenstilstand geschonden door republikeinse guerrilla's. Dit was voor Nederland in december 1948 reden voor een nieuw offensief, de tweede politionele actie, Operatie Kraai.

## Bron
1. ↑  Kahin (1952), blz 233